# Acerophagus
Acerophagus is een geslacht van vliesvleugeligen uit de familie van de Encyrtidae. De wetenschappelijke naam van dit geslacht is voor het eerst geldig gepubliceerd in 1880 door Emily A. Smith.

## Soorten
Het geslacht Acerophagus omvat de volgende soorten:
- Acerophagus abstrusus (Gahan, 1946)
- Acerophagus aello Noyes, 2010
- Acerophagus alexte Noyes, 2010
- Acerophagus alveolatifrons (Gahan, 1946)
- Acerophagus amphe Noyes, 2010
- Acerophagus ampyx Noyes, 2010
- Acerophagus angelicus (Howard, 1898)
- Acerophagus angustifrons (Gahan, 1946)
- Acerophagus anomes Noyes, 2010
- Acerophagus antennalis Rosen, 1969
- Acerophagus artelles Guerrieri & Noyes, 2011
- Acerophagus asterix Noyes, 2010
- Acerophagus austriacus (Mercet, 1925)
- Acerophagus bellatrix Noyes, 2010
- Acerophagus biannulatus Xu, 2006
- Acerophagus brontes Noyes, 2010
- Acerophagus burrus Noyes, 2010
- Acerophagus cabro Noyes, 2010
- Acerophagus californicus Rosen, 1969
- Acerophagus casiope Noyes, 2010
- Acerophagus chaos Noyes, 2010
- Acerophagus charino Noyes, 2010
- Acerophagus cingatrix Noyes, 2010
- Acerophagus citrinus (Howard, 1898)
- Acerophagus clavatus (Pilipyuk, 1981)
- Acerophagus clotho Noyes, 2010
- Acerophagus coccois Smith, 1880
- Acerophagus coccurae (Sharkov, 1995)
- Acerophagus comis Noyes, 2010
- Acerophagus convorus Noyes, 2010
- Acerophagus cygarix Noyes, 2010
- Acerophagus dagon Noyes, 2010
- Acerophagus damus Noyes, 2010
- Acerophagus debachi (Rosen, 1981)
- Acerophagus debilis Timberlake, 1924
- Acerophagus deucalion Noyes, 2010
- Acerophagus dione Noyes, 2010
- Acerophagus diria Noyes, 2010
- Acerophagus diux Noyes, 2010
- Acerophagus dysmicocci (Bennett, 1955)
- Acerophagus epelys Noyes, 2010
- Acerophagus erii Timberlake, 1916
- Acerophagus erynnes Noyes, 2010
- Acerophagus eumekes Noyes, 2010
- Acerophagus excoris Noyes, 2010
- Acerophagus fasciipennis Timberlake, 1918
- Acerophagus ferrisianae (Bennett, 1955)
- Acerophagus fesulus Noyes, 2010
- Acerophagus flavidulus (Brèthes, 1916)
- Acerophagus flavus Rosen, 1969
- Acerophagus getulus Noyes, 2010
- Acerophagus gorgon Noyes, 2010
- Acerophagus graminicola (Timberlake, 1916)
- Acerophagus griseus (De Santis, 1947)
- Acerophagus gryphon Noyes, 2010
- Acerophagus gutierreziae Timberlake, 1916
- Acerophagus helice Noyes, 2010
- Acerophagus horus Noyes, 2010
- Acerophagus hungaricus (Erdös, 1956)
- Acerophagus ilus Noyes, 2010
- Acerophagus ilva Noyes, 2010
- Acerophagus lamdus Noyes, 2010
- Acerophagus leleges Noyes, 2010
- Acerophagus limatulus (Gahan, 1946)
- Acerophagus luteolus Rosen, 1969
- Acerophagus maculipennis (Mercet, 1923)
- Acerophagus malinus (Gahan, 1946)
- Acerophagus manto Noyes, 2010
- Acerophagus megara Noyes, 2010
- Acerophagus meracus (Gahan, 1946)
- Acerophagus meritorius (Gahan, 1946)
- Acerophagus mundus (Gahan, 1946)
- Acerophagus notativentris (Girault, 1917)
- Acerophagus nubilipennis Dozier, 1926
- Acerophagus oeta Noyes, 2010
- Acerophagus orientalis (Ferrière, 1937)
- Acerophagus pallidus Timberlake, 1918
- Acerophagus papayae Noyes & Schauff, 2003
- Acerophagus pasithus Noyes, 2010
- Acerophagus patroca Noyes, 2010
- Acerophagus perdignus (Compere & Zinna, 1955)
- Acerophagus pessinus Noyes, 2010
- Acerophagus pesto Noyes, 2010
- Acerophagus phenacocci (Yasnosh, 1957)
- Acerophagus portugalensis (Japoshvili, 2006)
- Acerophagus prosopidis (Timberlake, 1916)
- Acerophagus pudongensis Li & Si, 2010
- Acerophagus remus Noyes, 2010
- Acerophagus serpentinus Fatma & Shafee, 1988
- Acerophagus solidus Hayat, 1981
- Acerophagus sulba Noyes, 2010
- Acerophagus texanus (Howard, 1898)
- Acerophagus thebes Noyes, 2010
- Acerophagus utilis (Timberlake, 1923)
- Acerophagus venius Noyes, 2010
- Acerophagus viejo Noyes, 2010
- Acerophagus websteri (Timberlake, 1916)
- Acerophagus xenophon Noyes, 2010
- Acerophagus xuzhihongi Trjapiztin, 2008